# George Atzerodt
George Andrew Atzerodt (Província da Saxônia, Reino da Prussia, 12 de junho de 1835 – Washington, D.C., 7 de julho de 1865)  foi um reparador americano alemão, simpatizante confederado e conspirador com John Wilkes Booth no assassinato do presidente dos EUA, Abraham Lincoln. Ele foi designado para assassinar o vice-presidente Andrew Johnson, mas perdeu a coragem e não fez nenhuma tentativa. Ele foi executado junto com outros três conspiradores por enforcamento.